# Selbstmotivation

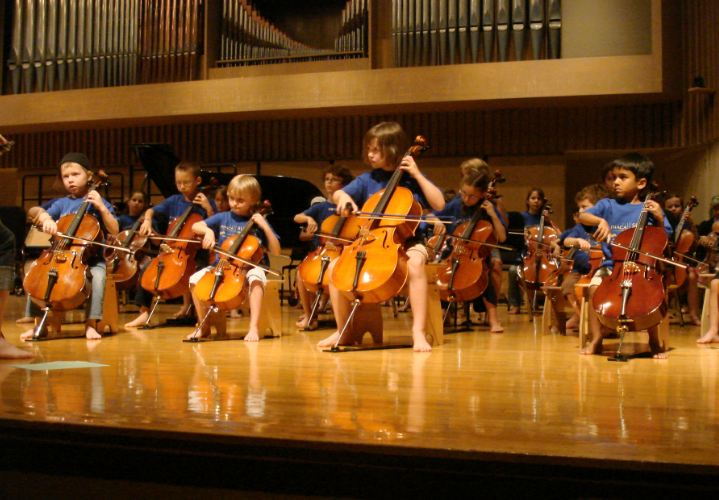
Zu den Tätigkeiten, die als förderlich für die Ausbildung einer starken Selbstmotivation angesehen werden, zählt das frühzeitige Erlernen eines Instruments.

Als Selbstmotivation (Selbstmotivierung) wird – meist in der Alltagspsychologie – die Fähigkeit einer Person bezeichnet, aus eigenem Antrieb und ohne unmittelbare Ermutigung oder Zwang durch andere Personen eine Aufgabe zu beginnen und sorgfältig und konsequent durchzuführen, bis das gesetzte Ziel erreicht ist.

## Probleme des Begriffs
Im deutschsprachigen Raum ist der Begriff in der (arbeits-) psychologischen Ratgeberliteratur – besonders in populärpsychologischen Selbsthilfebüchern und in Leitfäden zur Personalführung – verbreitet, wobei für die Leser allerdings nur selten ersichtlich wird, welche psychologischen Konzepte diesem Sprachgebrauch eigentlich zugrunde liegen.
In der akademischen Psychologie entspricht der „Selbstmotivation“ am ehesten der Begriff der intrinsischen Motivation, ein Konstrukt aus der Motivationspsychologie und der kognitivistischen Lerntheorie, das im Kern bereits auf Aristoteles zurückgeht, unter der Bezeichnung „intrinsische Motivation“ aber erst 1918 von Robert S. Woodworth eingeführt wurde. „Intrinsisch“ betrifft im weitesten Sinne den Vollzug der Tätigkeit (z. B. Interesse an der Sache, Genuss der Tätigkeit, „Schaffenslust“), „extrinsisch“ dagegen das, was der Tätigkeit als beabsichtigter Effekt nachfolgt (z. B. Wunsch nach Belohnung, „Befriedigungslust“). Obwohl der Begriff „intrinsisch“ in der psychologischen Fachliteratur heute weithin verwendet wird, gebrauchen die Autoren ihn mit sehr unterschiedlichen Implikationen, was, wie Jutta Heckhausen beklagt hat, in der Disziplin für einige „Begriffsverwirrung“ sorge.
Da extrinsische Anreize nicht notwendigerweise von außerhalb der Person kommen (z. B. „Befriedigungslust“, Selbstbelohnung), sind die Begriffspaare „intrinsisch/extrinsisch“ und „Selbst-/Fremdmotivation“ nicht ganz deckungsgleich.

## Selbstmotivation als Erziehungsziel
Als Funktion der Selbstkontrolle, die wiederum der emotionalen Intelligenz (neurologisch betrachtet: den exekutiven Funktionen) zugerechnet wird, beginnt die Entwicklung der Selbstmotivation im frühen Kindesalter. Selbstmotivation ist ein grundlegendes Ziel der Charaktererziehung. Der bewusst gesteuerten Erziehung zur Selbstmotivation wird in englischsprachigen Elternratgebern derzeit allerdings noch weitaus größere Beachtung geschenkt als in entsprechenden Werken deutschsprachiger Autoren. Folgende Faktoren sind als günstig für die Ausbildung von Selbstmotivation beschrieben worden:
- Frühzeitiges Erproben selbstbestimmter Tätigkeiten. Wie Wendy Grolnick bei einer Stichprobe von Einjährigen nachgewiesen hat, ist die Selbstmotivation bei solchen Kindern am größten, die bei ihren Müttern im Bedarfsfall zwar Hilfe finden, aber selbst ein großes Maß an Kontrolle über ihr Spiel haben.[4] Auch für die Selbstmotivation von Kindern im Schulalter ist es günstig, wenn der Lehrer den Schülern einige Optionen für selbstbestimmtes Lernen überlässt;[5] dies gilt sogar dann, wenn die von den Schülern getroffenen Entscheidungen tatsächlich trivial sind.[6] Eine weitere Determinante ist das Maß an Selbstbestimmtheit, das die Eltern dem Kind z. B. bei der Erledigung der Hausaufgaben zugestehen.[7]
- Begrenzung der Entscheidungsoptionen durch einen für das Kind klar erkennbaren Rahmen. Autonomie bedeutet nicht erzieherisches Laissez-faire und vollständige Freizügigkeit, die für die Ausbildung der Selbstmotivation ähnlich hinderlich sind wie eine übermäßige Gängelung des Kindes.[8]
- Richtiges Loben. Die Personalmanager US-amerikanischer Unternehmen setzen sich in jüngerer Zeit viel mit einem Problem auseinander, das junge Mitarbeiterjahrgänge seit den 2000er Jahren in die Berufswelt hineintragen. Diese Collegeabsolventen gehören einer Generation an, die erstmals in weiten Teilen nach dem Prinzip der Positiven Verstärkung erzogen worden ist, und zeichnen sich infolgedessen durch hohe Leistungsbereitschaft aus, verlangen aber ständiges Lob; dass dieses mit Rücksicht auf die älteren Mitarbeiter nicht gegeben werden kann, führt bei den Berufsanfängern zu betriebswirtschaftlich erheblichen Motivationskrisen.[9] Angesichts solcher Probleme haben viele amerikanische Erziehungswissenschaftler ihre Konzeption der Positiven Verstärkung differenziert. So wird inzwischen z. B. der manipulative Gebrauch der Positiven Verstärkung kritisiert, der sich eher an den Bedürfnissen der Eltern als an dem orientiert, was das Kind im Interesse seiner eigenen Persönlichkeitsentwicklung tun oder lassen soll. Gelegentlich ist auch vorgeschlagen worden, das inflationäre Loben ganz zu unterlassen und durch Neugier und Interesse an dem zu ersetzen, womit das Kind sich beschäftigt.[10]
- Richtiges Belohnen. Die meisten Erziehungswissenschaftler sind heute der Auffassung, dass Eltern, die ihr Kind für eine Anstrengung belohnen, dessen Selbstmotivation nicht etwa blockieren, sondern im Gegenteil fördern. Ein Kind, das für eine Anstrengung wiederholt belohnt wird, lernt zwangsläufig nicht nur die Belohnung, sondern auch die Anstrengung herbeizuwünschen. In demselben Maße, in dem es die Anstrengung aus eigenem Wunsch unternimmt, sollten die Eltern aber auch die Belohnung reduzieren.[11]
- Selbstmotivation und Können stehen nicht in einem simplen Ursache-Wirkungs-Verhältnis, sondern bedingen sich wechselseitig. Kinder, die ein Instrument erlernen, benötigen fast immer viele Jahre, bis sie Musik tief zu lieben lernen und das Musizieren ihnen ein echtes Bedürfnis wird. Wenn dieser „Wendepunkt“, bis zu dem Kinder meist nur widerwillig üben, erreicht ist, verfügt der junge Musiker, wenn der Unterricht frühzeitig begonnen wurde, bereits über eine hohe musikalische und technische Kompetenz: einen Nährboden, der für seine Selbstmotivation nun grundlegend wichtig wird. Ohne diese Ressource – den Stolz auf das Können – geben oft auch hochmotivierte Anfänger das Studium schnell auf.[12]